# トリノ＝ミラノ時祷書

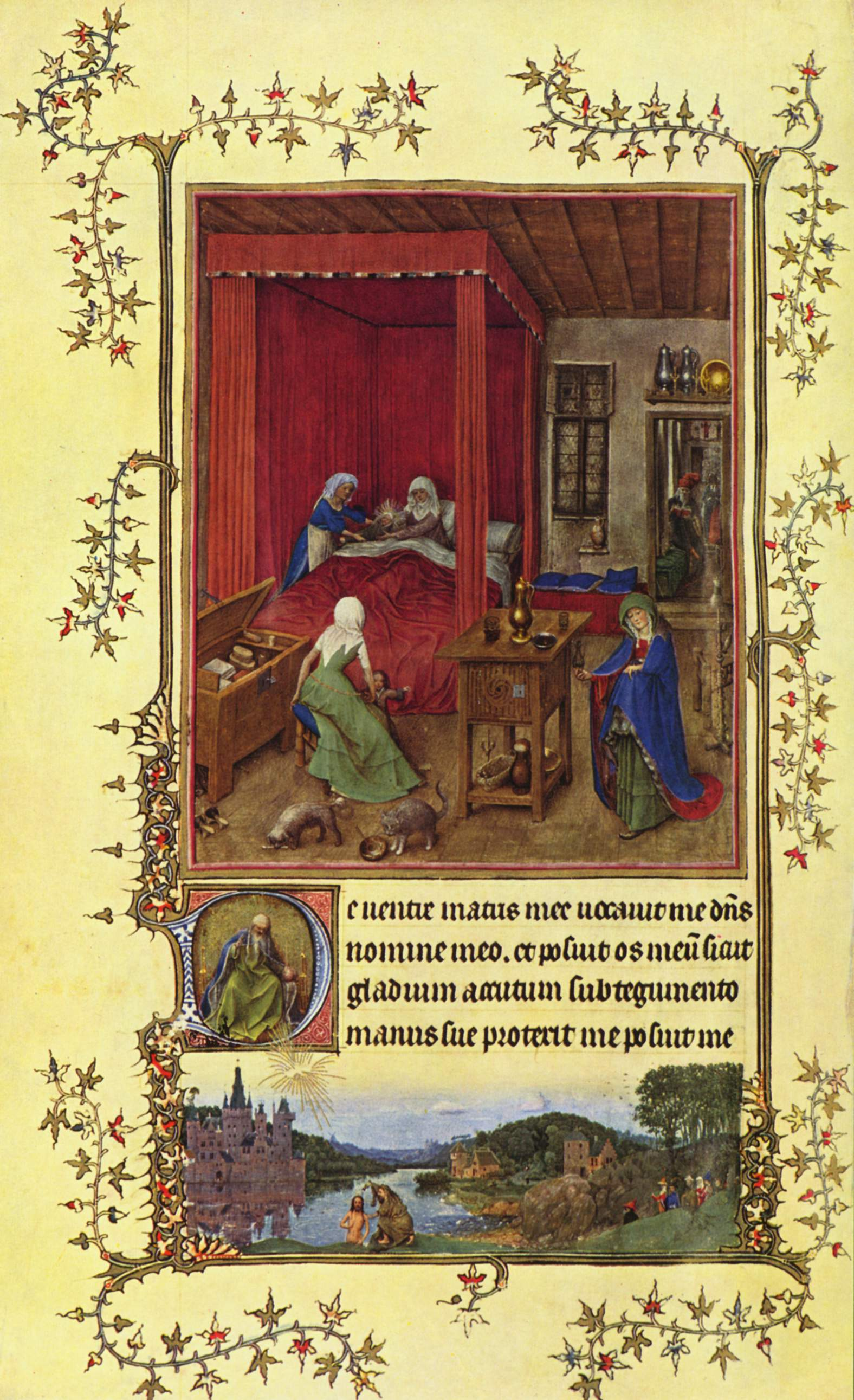
『洗礼者ヨハネの誕生』、「画家 G」（トリノ）。

『トリノ＝ミラノ時祷書』（トリノ＝ミラノじとうしょ、蘭: Turijn-Milaan-Getijdenboek、伊: Ore di Torino）は、15世紀に制作が開始されたが、後に分割されて最終的には未完成に終わった装飾写本の分冊。厳密な定義からすると時祷書とは必ずしもいえないが、その並外れて高い品質と美術史上の重要性、さらに交錯した制作過程と後年にたどった歴史によって有名な作品である。
この時祷書には、1420年ごろにヤン・ファン・エイクとその兄フーベルト・ファン・エイクが描いた、あるいはこの二人と関係がある芸術家によるものと思われる挿絵（ミニアチュール）が含まれている。さらにその後10年以上経ってから、バーテルミー・デックも数点のミニアチュールを追加したと考えられている。
数箇所の場所に分割して所蔵されていたが、そのうちトリノで保管されていたものが1904年に火事にあって焼失してしまい、現在では白黒写真しか残っていないものがある。

## 来歴
『トリノ＝ミラノ時祷書』の制作が始まったのは1380年か1390年ごろのことである。おそらく制作依頼主は、後にこの時祷書の所有者となる、フランス王シャルル5世の弟で、当時もっとも多くの装飾写本を収集していたベリー公ジャン1世だったと考えられている。また他の説として、シャルル5世とジャン1世の伯父で、フランス宮廷の有力者だったブルボン公ルイ2世が依頼主ではないかとするものもある。「時祷書」という名前で呼ばれてはいるものの、その内容は時祷書、祈祷書、ミサ典礼書が組み合わされたようなあまり例のない書物で、内容には多くのミニアチュールが使用されている。
最初に制作にかかわった芸術家は、当時の第一人者で「ナルボンヌ祭壇画の画家」または「パルマンの画家」(en:Master of the Parement) と呼ばれていた画家だった。おそらくジャン1世がこの時祷書を所有していたと思われる1405年ごろには他の芸術家も制作に関与するようになり、その後、未完成の状態だった装飾写本はジャン1世の財務担当官ロビネ・デゼスタンに下賜され、デゼスタンの手によって複数に分割された。分割された時祷書のうち、デゼスタンはミニアチュールの大部分が完成していた部分を手元に残し、これが後に『ベリー公のいとも美しき聖母時祷書』として知られるようになる。
『ベリー公のいとも美しき聖母時祷書』は18世紀までデゼスタン家が所有していたが、19世紀にこの時祷書を所有していたロートシルト家から、1956年にパリのフランス国立図書館に寄贈された。25点のミニアチュールが描かれた126枚の二折版で、ミニアチュールのうち最後に描かれたものは1409年ごろの作品であり、このなかにはリンブルク兄弟が描いた作品が含まれている。

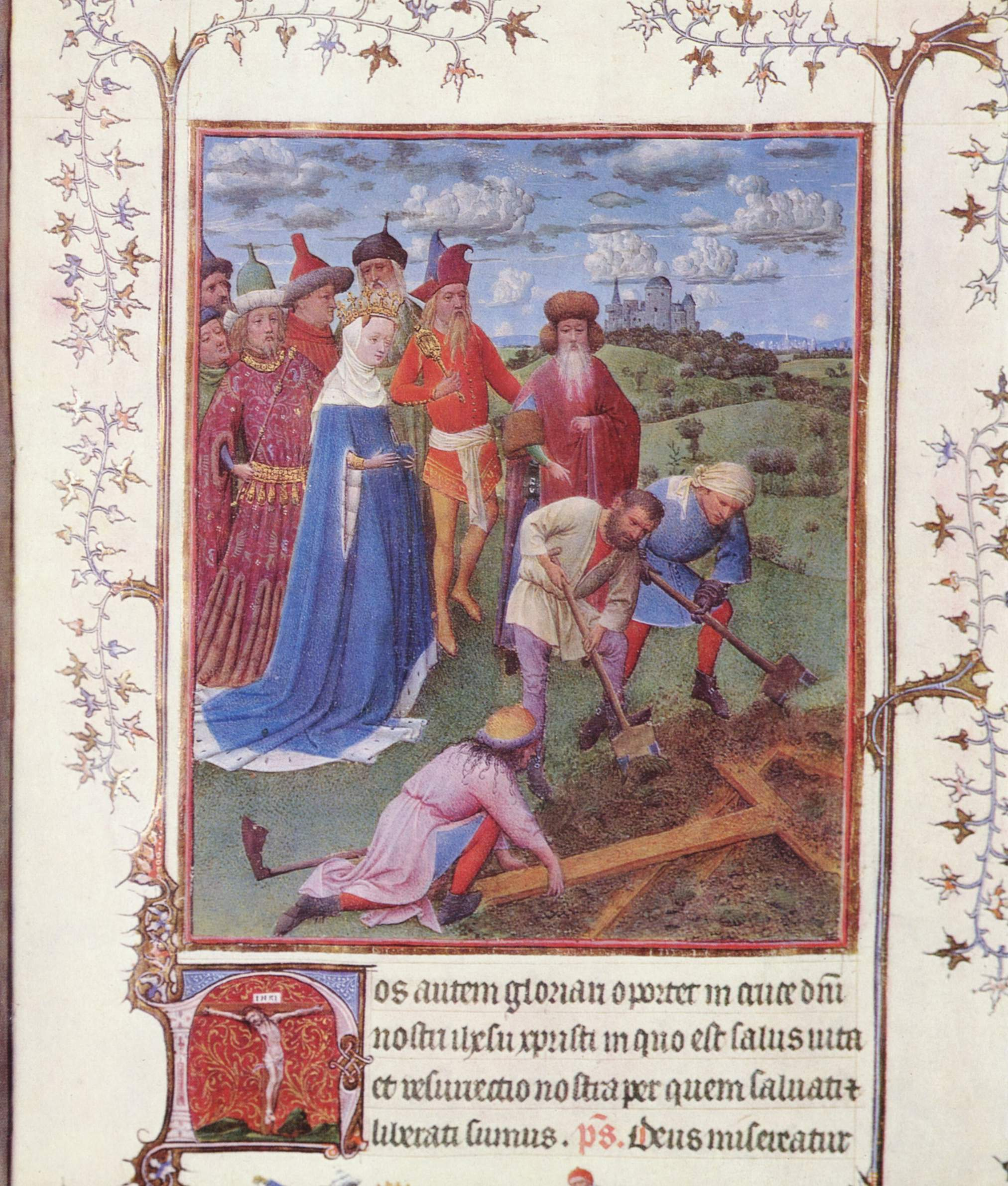
『聖十字架の発見』、「画家 G」（トリノ）。

ロビネ・デゼスタンはジャン1世から下賜された時祷書のうち『ベリー公のいとも美しき聖母時祷書』以外の部分は売り払ったと考えられている。このことから、当時の装飾写本ではテキストよりも挿絵たるミニアチュールが重要視されていたということができる。
デゼスタンが売り払ったのは、文章こそ完成していたがミニアチュールはほとんど描かれていなかった部分で、これらはネーデルラントの芸術家を庇護した、ヴィッテルスバッハ家のバイエルン公ヨハン3世、あるいはその一族が1420年までに入手した。そして、ヴィッテルスバッハ家が入手して以降、装飾写本には2度にわたってミニアチュールが追加されており、最後に手が加えられたのは15世紀半ば近くになってからのことだった。
美術史家ジョルジュ・ユラン・ド・ルーは、この装飾写本には11人の画家のミニアチュールが確認できるとし、「画家 A」から「画家 K」までの作品として分類した。
その後、この装飾写本はブルゴーニュ公フィリップ3世、あるいはブルゴーニュ宮廷の関係者の所有となっている。バイエルン公家の宮廷画家だったヤン・ファン・エイクが、ヨハン3世の死後にブルゴーニュ公家の宮廷画家になっていることから、ヤン・ファン・エイクがブルゴーニュ公国へと装飾写本を持ち込んだ可能性もある。
ブルゴーニュ公国へ持ち込まれた装飾写本の大半がもとの時祷書の祈祷書部分であり、これがのちに『トリノ時祷書』として知られるようになった。1479年にサヴォイア家の所有となり、1720年にサルデーニャ王ヴィットーリオ・アメデーオ2世がトリノ国立図書館へと寄贈した。しかしながら、1904年にトリノ美術館が火災にあい、所蔵されていた他の貴重な写本ともども、『トリノ時祷書』は40点のミニアチュールが描かれた93枚分が焼失、破損してしまった。火災にあう以前の1800年ごろに、イタリアの王族と思われるコレクターが、『トリノ時祷書』のうちミサ典礼書にあたる部分をフランスのパリへと持ち込んでおり、これがのちに『ミラノ時祷書』と呼ばれるようになったものである。
そして1904年の火災の後、28点のミニアチュールが描かれた126枚分の『ミラノ時祷書』を、トリノが1935年に入手し、現在トリノ市立美術館の所蔵となっている。また、オリジナルの『トリノ時祷書』から、おそらくは17世紀に8枚分が除かれている。そのうち、5点のミニアチュールが描かれている4枚はルーヴル美術館が所蔵しており、この5点のミニアチュールのなかで、大きめの作品4点はフランス時代にフランス人画家が描いたもので、残る作品1点は後年になってからフランドル時代に追加されたものである (RF 2022-2025)。
最後期になってから追加されたミニアチュールが描かれた1枚を、アメリカのJ・ポール・ゲティ美術館が所蔵しているが、これはベルギーのプライベートコレクションから、一説では100万米ドルで購入したものだといわれている。

## ミニアチュールと縁飾り

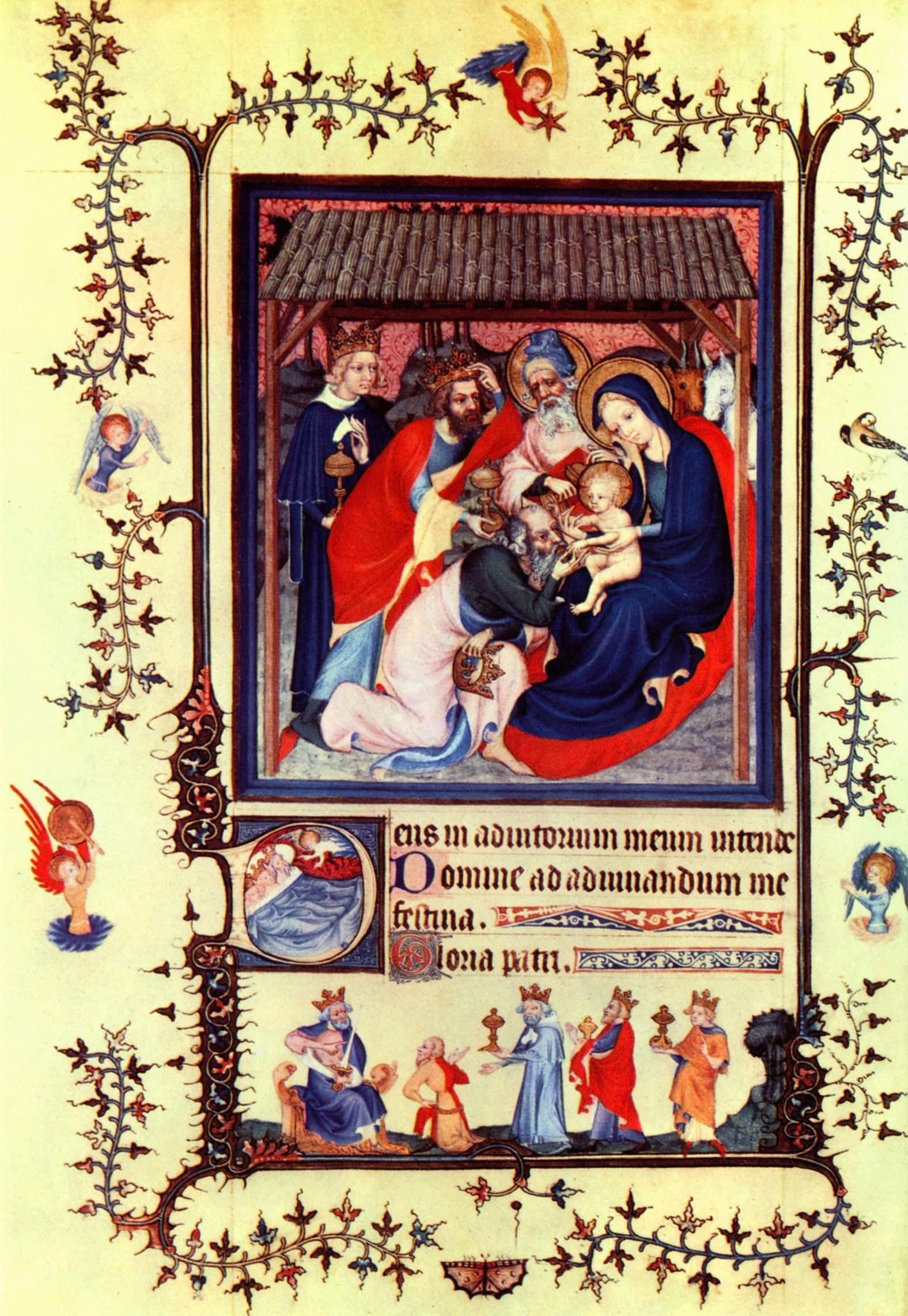
『ベリー公のいとも美しき聖母時祷書』、フランス国立図書館（パリ）。
「ナルボンヌ祭壇画の画家」またはその工房が描いたページ。縁飾り部分にある小さな絵は、別のミニアチュール作家の手によるものである

『トリノ＝ミラノ時祷書』のページのサイズは284mm x 203mm程度である。ほとんどすべてのページに挿絵が描かれており、4行のテキストの上に主たるミニアチュールが、ページ下部に細長い小さな挿絵があるという形式となっている。ほとんどのミニアチュールが、そのページのテキストの最初の部分を表現したもので、テキストの最初の文字は飾り文字、あるいは精緻な装飾を施した四角形のなかに書かれている。
ページ下部の挿絵は、宗教的題材または旧約聖書に題材をとったメインのミニアチュールとなんらかの関連を持つ、当時の生活風景が描かれていることが多い。
縁飾りには一つの例外を除いて、シンプルなデザインで、木の葉を様式化したものが全般にわたって使用されており、縁飾りのほとんどは、制作開始初期の14世紀の時点でほとんど完成していた。縁飾り部分の制作は、工房の若手芸術家や下請けの職人が行った可能性がある。最初期に完成したページの縁飾りには、ミニアチュール作家による小さな天使、動物（多くは鳥）、人物などが描かれていた。しかし後年になってから完成したページの縁飾りには、このような装飾はほとんど描かれていない。
前述の一つの例外となっている縁飾りが使用されていたのは、「画家 H」による聖母子が聖女たちに囲まれている場面 (Virgo inter Virgines) が描かれているページだったが現存していない。このページに使用されていた縁飾りは、1430年以前に描かれていた他のページと同じような縁飾りを一部そぎ落として、15世紀後半の様式による華麗な装飾で上描きされている。これはおそらく、もとの縁飾り部分に当時の所有者の肖像が描かれていたためで、その肖像の痕跡も確認することができる。

## 制作に携わった芸術家
フランス人美術史家ポール・デュリューは、焼失する2年前の1902年に、写真も掲載した『トリノ時祷書』のモノグラフを出版した。デュリューは、トリノとミラノの時祷書が同じ書物から分割されたものであることに気がついた最初の人物で、描かれているミニアチュールとファン・エイク兄弟を関連付けた最初の人物でもある。
美術史家ジョルジュ・ユラン・ド・ルーも1911年に『ミラノ時祷書』に関する著作を発表しており、このなかでミニアチュールを描いた画家を年代順に「画家 A」から「画家 K」までに分類した。失われた『トリノ時祷書』の作者には一部異論が出ているものの、このユラン・ド・ルーが行った画家の分類は、現在でもほぼ定説となっている。しかしながら、「画家 A」から「画家 K」が、実際にどの画家を指すのかについては大きく意見が分かれており、とくに「画家 J」のミニアチュールについては、一人ではなく複数の画家の作品ではないかとも言われている。
時祷書が分割される以前の「画家 A」から「画家 E」まではフランスの画家、分割されて以降の「画家 G」から「画家 K」はネーデルラントの画家とされ、「画家 F」については研究者によって分類が分かれている 。

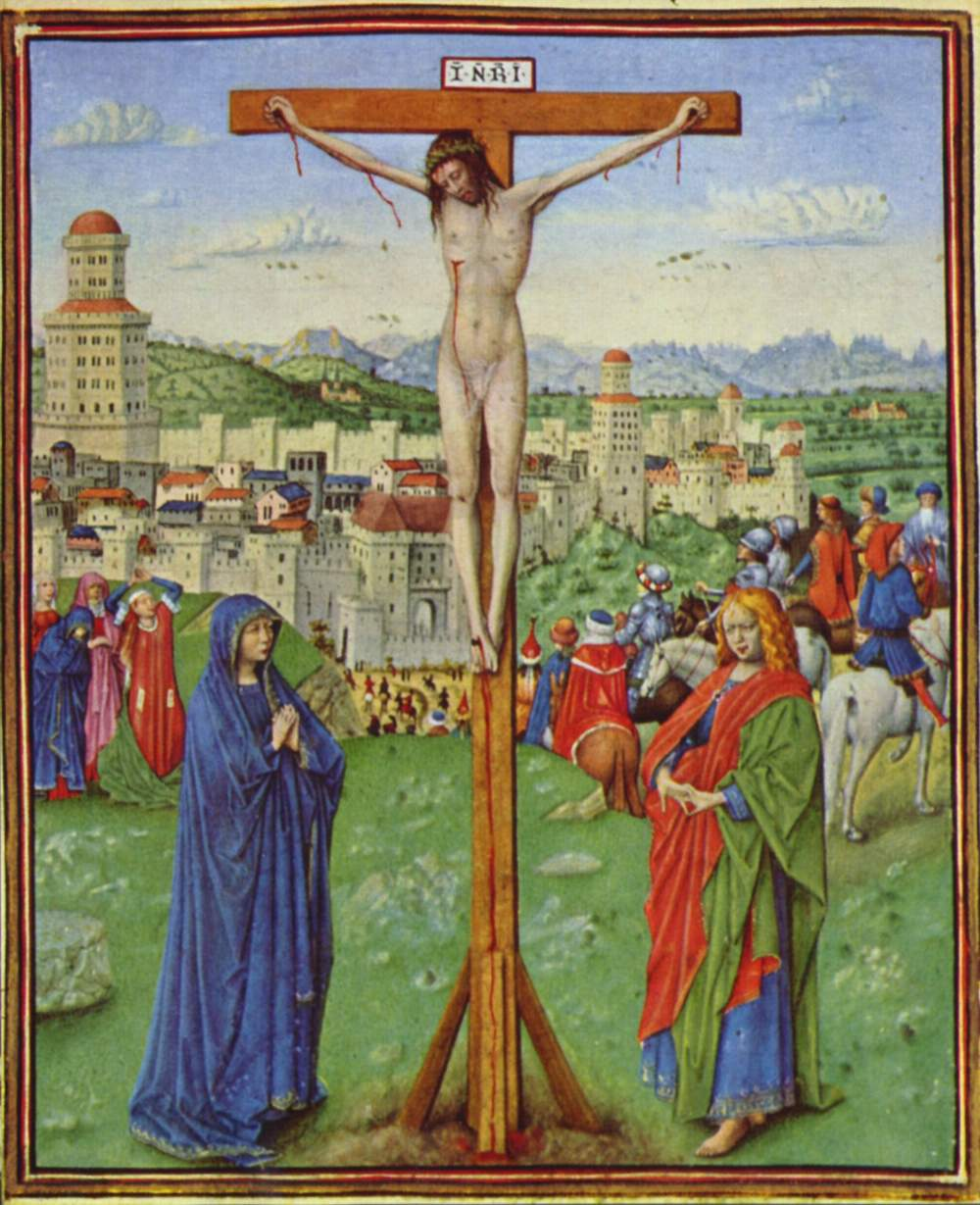
『ミラノ時祷書』の「キリスト磔刑」のミニアチュール。「画家 H」（トリノ）。

『トリノ＝ミラノ時祷書』のなかでは、「画家 G」が描いたミニアチュールがもっとも優れた作品と見なされている。ユラン・ド・ルーは「画家 G」のミニアチュールについて、「書物の装飾としては、それまでに見られないほどの素晴らしい作品で、美術史上の見地からしても当時最高の芸術品である。一目見ただけで、現代の絵画にまで及ぶ重要性が理解できる。･･･古より、絵画は空間と光の表現を追求し続けてきたのである」としている。
ユラン・ド・ルーは「画家 G」を、当時の多くの美術史家と同様に、『ヘントの祭壇画』の主制作者とされていたフーベルト・ファン・エイクだと考えており、「画家 G」と比較すると抑制的表現だが作風が似ている「画家 H」は、フーベルトの弟ヤン・ファン・エイクだと考えていた。その後、美術史家の見解が変遷し、現在では「画家 G」も『ヘントの祭壇画』の主制作者もヤン・ファン・エイクだとされることが多くなっており、マックス・ヤーコプ・フリートレンダー (en:Max Jakob Friedländer)、アン・ヴァン・ビューレン、アルベール・シャトレ (en:Albert Châtelet) といった美術史家たちもこの説を支持している。
しかしながら現代の美術史家のなかには、「画家 G」の作風はファン・エイク兄弟よりも革新性が見られる箇所があるとして、「画家 G」がこの二人に近しい芸術家だった可能性はあるが、ファン・エイク兄弟ではないという説をとるものもいる。現在では「画家 G」が手がけたミニアチュールは、様々な観点から1417年から1430年代終わりに描かれたと考えられている。
「画家 I」から「画家 K」の作品は、どれもファン・エイク風の作風で描かれている。これは、おそらく「画家 G」の下書きをもとにして他の画家が描いたためではないかと考えられており、このような絵画制作は当時のヤン・ファン・エイクの工房でよく行われていた手法だった。
フーベルト・ファン・エイクは1426年に、ヤン・ファン・エイクは1441年に死去しているが、その後も「画家 I」から「画家 K」によるミニアチュールの制作は続けられている。また、画家の同定や作風の比較と同じく、それぞれの作品にこめられた意味や象徴も研究対象となっている。1430年代以降『トリノ＝ミラノ時祷書』がブルッヘに存在していたことはほぼ確実視されており、当時ブルッヘで制作された装飾写本や絵画作品との比較解析によって、この研究が進められている。画家の同定については非常に多くの説があり、名前が伝わっていないために特定の作品にちなんで呼ばれる画家だとされることが多い。
「画家 K」は『トリノ＝ミラノ時祷書』制作の最後期である1450年ごろにミニアチュールを描いた画家で、もっとも平凡な画家だと見なされている。著名な画家の工房関係者ではないと考えられており、「ランガタク時祷書の画家」(en:Master of the Llangattock Hours) と呼ばれている画家と同一人物、あるいは近親者とされることが多い。

## 画家 G

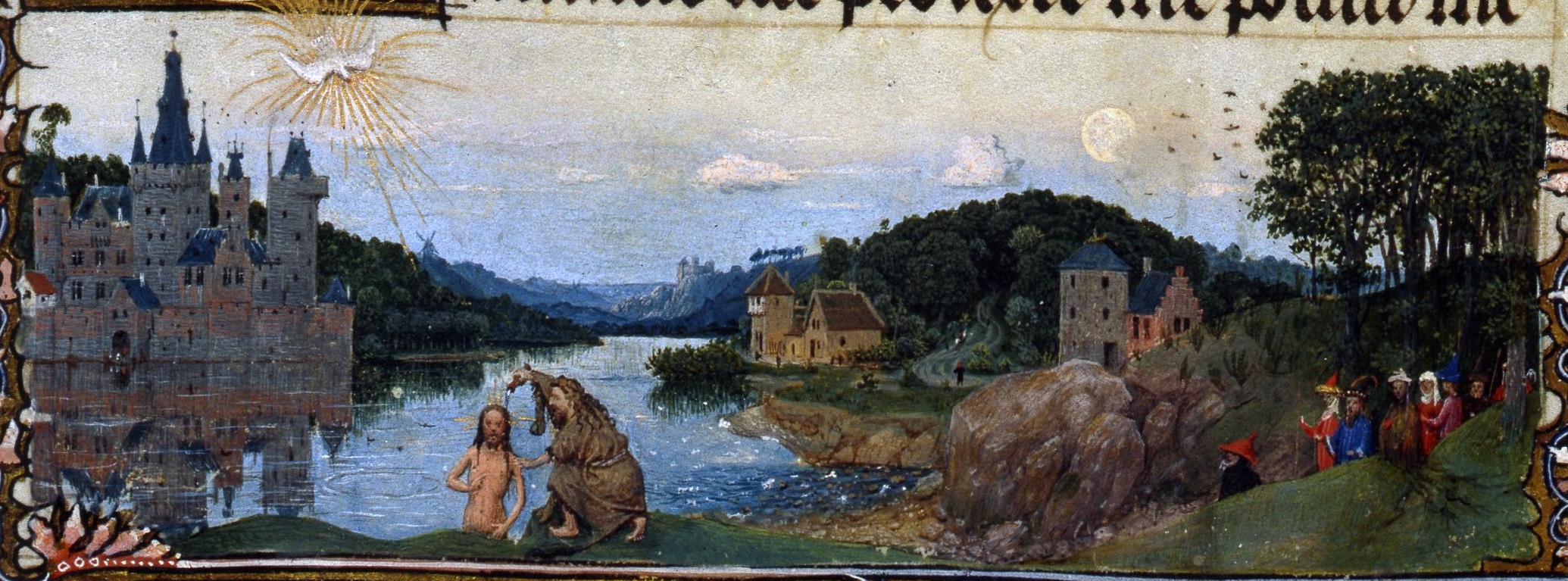
「画家 G」による、キリストの洗礼を描いたページ下部の挿絵（トリノ）。

「画家 G」がヤン・ファン・エイクかどうかについては、前述したように研究者によって意見が分かれている。「画家 G」がヤン・ファン・エイクであるとする研究家たちの主張として、ヤン・ファン・エイクが板絵において成し遂げた成果や革新が『トリノ＝ミラノ時祷書』のミニアチュールにも見られることが挙げられる。
それまでのテンペラ画からは隔絶した、詳細で繊細な絵画技術、光沢表現、幻惑的な写実主義などで、とくに洗礼者ヨハネが描かれたページの、室内内装と風景の描写にこれらの特徴が顕著に見られるとしている。

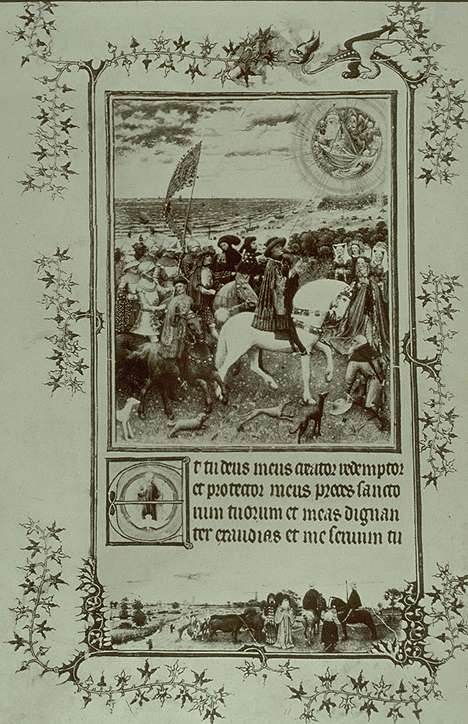
「画家 G」による「海辺のバイエルン公ヴィルヘルム」。1904年にトリノで焼失した。

「作者 G」の手によるとされているミニアチュールが描かれたページで、現存しているのは3枚しかない。「洗礼者ヨハネの誕生」、「聖十字架の発見」（異論もあり、シャトレは「作者 H」が主制作者だとしている）、「死者のためのミサ」のミニアチュールが描かれたページで、それぞれのページ下部には細長い挿絵があり、テキストの最初と最後の文字には装飾が施されている。
その他に1904年に焼失した4枚のページがあり、それらは「海辺の祈り」などとも呼ばれる「海辺のバイエルン公ヴィルヘルム」、夜の光景として描かれている「キリストへの背信」、「聖母戴冠」とそのページ下部の挿絵、海洋の光景で描かれている「聖ユリウスと聖マルタ」だった。赤外線による解析で、「洗礼者ヨハネの誕生」には完成品とは異なる構成の下絵が存在していたことが分かっている
。紋章から、描かれている人物はヨハン3世だと同定されており、この独特で謎めいた海辺の光景が表現されたミニアチュールは、一族間の紛争を表しているという説がある。シャトレは、ヨハン3世が自身の姪ジャクリーヌから領土を簒奪したことと関連があるとしている。また、洗礼者ヨハネはバイエルン公ヨハン3世の守護聖人でもあった。ページ下部の挿絵にはネーデルラントの田園風景が描かれており、17世紀オランダ絵画へと続く風景画の先駆といえる。

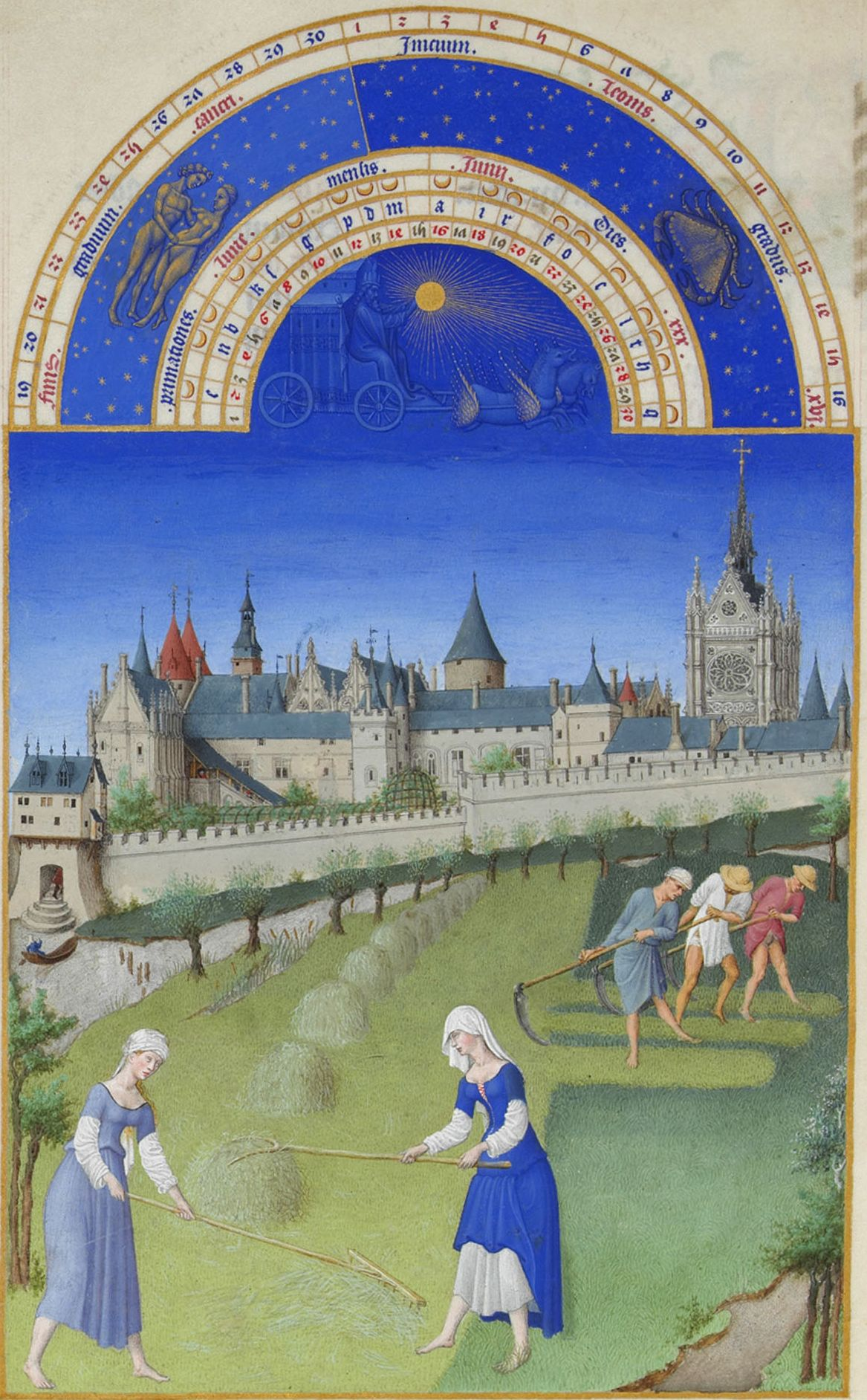
『ベリー公のいとも豪華なる時祷書』の「6月」のミニアチュール、リンブルク兄弟、背後に描かれている建物は現在のコンシェルジュリーとサント・シャペルである。

シャトレは、『トリノ時祷書』のミニアチュールと、『ベリー公のいとも豪華なる時祷書』などの装飾写本画家として有名なリンブルク兄弟のミニアチュールとを比較し、リンブルク兄弟の作品には、人物肖像に横向きの顔が多いこと、衣服に三次元的な立体表現が見られないこと、ミニアチュール全体としてみると人物肖像が浮いていることなどを指摘した。これに対し「画家 G」が描いた人物肖像、衣服には完全な立体表現がなされており、様々な方向を向いている人物が作品に溶け込んで描かれているとしている。さらに、「画家 G」が採用している明暗表現手法のキアロスクーロが立体表現に深みを与え、人物肖像、そして作品全体に写実性を与えているとした。
フリート・レンダーは、「言葉にするのが難しいほどの確実な技法が用いられ、作品すべての色調が調和している。滑らかな陰影、水面のさざ波と反射、雲の層などのあらゆる表現が、つかの間の瞬間を切り取って描いた繊細なもので、この画家が持つ高い絵画技術が容易に見てとれる。100年をかけても絵画界に写実主義が浸透し切ったとはいえないとしても、この装飾写本がその最初のきっかけとなったことは間違いない」としている。
著名なイギリス人美術史家で、ロンドンのナショナル・ギャラリーの館長も勤めたケネス・クラークは、「画家 G」はヤン・ファン・エイクではなくフーベルト・ファン・エイクだと考えていた人物で、「フーベルト・ファン・エイクは、保守的な美術史家の考えだと数世紀はかかるとする美術史上の変革を、一人で成し遂げた芸術家である。風景描写は繊細に塗り分けられており、これ以上の絵画表現は19世紀になるまで、ほとんど望むべくもなかった」とした。海辺を描いたミニアチュールについても、「前景に描かれた騎士の肖像はリンブルク兄弟と同様の作風で描かれている。
しかしながら、背景に描かれた海岸は15世紀絵画作品を遥かに超えており、これに匹敵する作品は、17世紀半ばのオランダ人風景画家ヤーコプ・ファン・ロイスダールが得意とした海洋画に描かれている海岸まで出てこなかった」としている。
海洋画を専門とする美術史家マルガリータ・ラッセルは、「画家 G」が描いた海辺の場面を「海辺を忠実に描き出した最初の作品」と述べている。しかしながら、リンブルク兄弟の『ベリー公のいとも豪華なる時祷書』のミニアチュールにも、水面の反射の表現に革新的な要素を見せるものがあり、この点では「画家 G」が描いたミニアチュールより優れている作品も存在するとしている。トーマス・クランが指摘したように、「画家 G」が描いたファン・エイク風の作品の制作時期は、板絵の分野にファン・エイク風の作品が見られるようになった時期よりも早い。
「装飾写本のミニアチュールが、真実味に溢れていると賞賛されているファン・エイク風の油彩画の発展に対して、どのような役割を果たしたのかは興味深い問題である」

## 複製画
1994年に、トリノが所蔵する『トリノ＝ミラノ時祷書』を忠実に再現した複製画が、詳細な注釈つきで980部出版された。また、フランス国立図書館が所蔵する『ベリー公のいとも美しき聖母時祷書』の複製画が制作されており、ルーヴル美術館が所蔵する『トリノ時祷書』の一部の複製画も、トリノで焼失したページの写真とともに制作されている。フランス人美術史家ポール・デュリューが1902年に出版したモノグラフも、オリジナルのネガフィルムから新たに起こされた写真と美術史家シャトレの序文が追加されて、1967年に再版された。しかしながらこのモノグラフの写真の質とオリジナルの再現度合いについては、初版分も再版分も非難されることが多い。